# سيدارة إندونيسية
إن السيدارة الإندونيسية (بالملايوية: Songkok أو peci أو kopiah) هي قبعة يرتديها الرجال على نطاق واسع في إندونيسيا وبروناي وماليزيا وسنغافورة وجنوب الفلبين وجنوب تايلاند، وتشيع خصوصًا بين الذكور المسلمين. لها شكل مخروط يشبه السيدارة البغدادية، مصنوعة عادة من لباد أسود أو مطرز أو قطن أو مخمل. كما يرتديها الذكور في المناسبات الرسمية مثل حفلات الزفاف والجنازات أو الأعياد مثل عيد الفطر وعيد الأضحى. في إندونيسيا، ترتبط البيتشي أيضًا بالحركة القومية.

## الأسماء
يطلق عليها سونغكوك "songkok" في المجال الثقافي الملايوي العرقي في أرخبيل الملايو. أما في جاوة، يطلق عليها "kopiah" أو "kopeah". ولعل ذلك تحريف لكلمة "كوفية" من اللغة العربية. كما أنها معروفة على نطاق واسع في إندونيسيا باسم «بيتشي» بالإندونيسية، على أن البيتشي لها شكل بيضاوي أكثر ومزخرفة في بعض الأحيان. ربما تم اشتقاق اسم "peci" من الكلمة الهولندية petje التي تعني حرفيًا «قبعة صغيرة»، أو ربما مشتقة من الطربوش التركي (ذلك أن الأوروبيين يسمونه Fez نسبةً إلى مدينة فاس في المغرب). [بحاجة لمصدر] تشير جميع الأسماء إلى نفس الشيء.

## الأصل

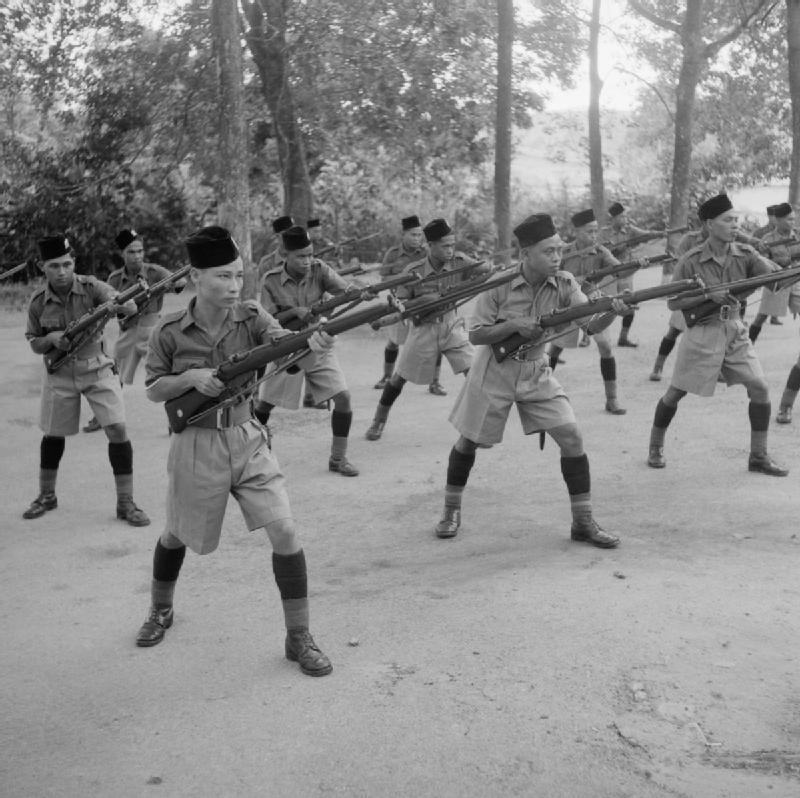
رجال فوج الملايو الملكي (Rejimen Askar Melayu DiRaja) يرتدون سونغكوك في ممارسة حربة، جزيرة سنغافورة (1941).

يمكن تتبع أصل السونغكوك إلى فاس، التي تبناها العثمانيون في عام 1826 وانتشرت بعد ذلك إلى جنوب آسيا وإلى أرخبيل الملايو (تسمى الآن إندونيسيا وماليزيا وبروناي). اعتيد ارتداء السونغكوك في أنحاء الإمبراطورية العثمانية وفي بعض أجزاء إفريقيا. على أن ذلك قد يكون هذا صحيحًا جزئيًا فحسب، إذ يمكن تتبع الكلمات نفسها في وقت سابق. تم تسجيل استخدام ال Kopiah من قبل قوات النخبة الماجاباهيتية (Bhayangkara). تم تسجيل Kupiah في مفردات بيغافيتا الإيطالية-الملاوية لعام 1521 م. تذكر إحدى الصحف في بروناي خطأً أن السونغكوك أصبحت شائعةً في أرخبيل الملايو في القرن الثالث عشر مع ظهور الإسلام في المنطقة. أقدم ذكر مكتوب لكلمة سونغكوك هو في «شعير سيتي زبيدة» (أي شعر الست زبيدة، شعر ماليزي) (1840). في حين أن القبعة التقليدية المثلثة الملاوية Tengkolok أو desatar ترتبط بالنبلاء والملوك الملاويين التقليديين، أصبحت السونغكوك من ناحية أخرى جزءًا من زي الرجال الملاويين التقليديين المرتبط بالإسلام، والذي يرتديه تقليديًا العلماء المحليون.
يستخدم فوج الملايو الملكي التابع للجيش الماليزي سونغكوك كجزء من زيهم العسكري منذ الحكم البريطاني.

## الاستخدام الحالي

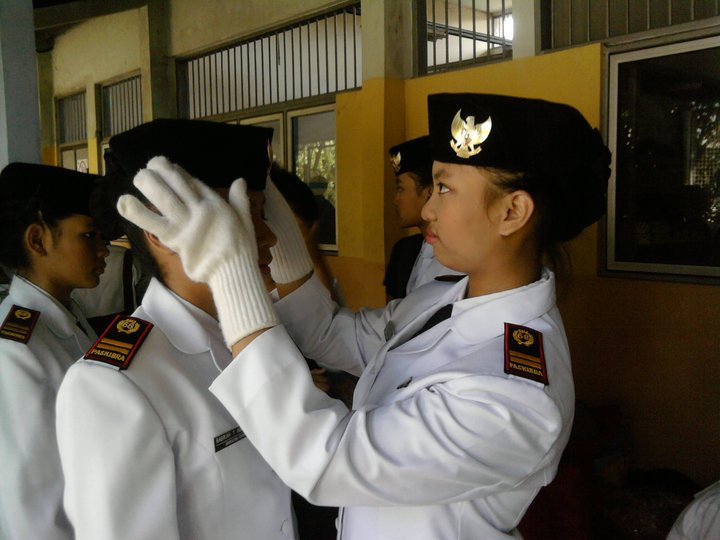
نسخة نسائية من البيتشي مع ظهر منحني ، ترتديه فرقة فتيات رفع العلم الإندونيسي (Paskibra).

تقليديا ترتبط السونغكوك مع قبعة الرجال المسلمين. ومع ذلك، في إندونيسيا، أصبحت السونغكوك هي القبعة الوطنية مع دلالات قومية علمانية جعلها سوكارنو شعبيةً. ارتدت أعداد من الناشطين في الحركة القومية الإندونيسية في أوائل القرن العشرين البيتشي مثل سوكارنو ومحمد حاتا وسليم آغوس. ومع ذلك، كأول رئيس لإندونيسيا، كان سوكارنو هو الذي جعل البيتشي - بدقة أكبر، بيتشي ذات مخمل أسود محض - كقبعة رجالية وطنية للإندونيسيين،  وارتدى الرؤساء الذكور الإندونيسيون البيتشي كجزء من ملابسهم الرئاسية الرسمية منذ ذلك الحين. كما ارتدى حراس القصر الرسمي الإندونيسي البيتشي كجزء من زيهم الرسمي. كما وترتدي ال Paskibraka (بالإندونيسية: pasukan pengibar bendera pusaka) أو فرقة رفع العلم قبعة البيتشي في حفل يوم الاستقلال الإندونيسي، حتى أن هناك أيضا نسخة بيتشي نسائية ذات ظهر منحني. يرتدي الشعب البتاوي السونغكوك كقبعة تقليدية عادة ما يكون لونها أحمر داكن.
في ماليزيا، يتألف الزي الماليزي للذكور التقليدي من سونغكوك، وقميص، وسروال ملائم، ولفة حول الخصرتسمى بالجاويّة: باجو ملايو. في المجلس التشريعي الماليزي (ملايو: Dewan Undangan Negeri) أو في ديوان الرعية (ملايو: Dewan Rakyat)، مطلوب من العضو ارتداء السونغكوك للالتزام بقواعد المجلس.
في سنغافورة، لا يُسمح بارتداء سونغكوك في المدارس الحكومية كجزء من الزي الرسمي لأن سنغافورة دولة علمانية رسميًا ولا يُسمح بارتداء جميع القبعات الدينية. وهي جزء من الزي الموحد في المدارس (المدارس الدينية الإسلامية).
يلعب السونغكوك أيضًا دورًا في شعارات سلطنة سولك المنقرضة.  